# Laguna Mondaca
La laguna Mondaca es un lago ubicado en la alta cordillera de la Región del Maule y es el origen del río Lontué, uno de los formativos del río Mataquito.

## Descripción y ubicación
En el inventario público de lagos de Chile no aparece un cuerpo de agua con ese nombre.
La laguna es también un baño termal y así es presentada en 1872 por Recaredo Santos Tornero en su libro Chile Ilustrado (pág. 343):
A unos cien kilómetros al noreste de la ciudad de Talca se encuentran las aguas minerales de Mondaca, situadas en la orilla meridional del lago de este nombre i a 1,300 varas de altura sobre el nivel del mar. Estas aguas salen por bajo de una roca granítica, i aparecen en un terreno cascajoso i arenisco que cubre los manantiales. La superficie del suelo es enteramente seca i árida; para formar un baño se cava en el suelo un hoyo de una o dos varas de profundidad hasta que se llega al hilo del manantial; el agua sube instantáneamente pero nunca llega a la superficie. La temperatura del agua es de 38, 37 i 44 grados C. Su composicion es : por un litro de agua, 0,496 de cloruro de sodio ; 0,013 de id. de potasio ; 0,009 de id de magnesi;o0,220 de sulfato de sosa; 0,032 decarbonato de sosa; 0,207de carbonato de cal ; 0,079 de sílice, i 0,023 de Óxido de fierro i alumina. Se ha reconocido en estos baños una gran virtud medicinal contra ios dolores reumáticos, las afecciones del estómago i las enfermedades cutáneas. Pero su acceso es difícil, su posicion desprovista i abandonada i están espuestos a grandes temporales, que son mui frecuentes en esa cordillera.

## Historia
Francisco Solano Asta-Buruaga y Cienfuegos escribió en 1899 en su obra póstuma Diccionario Geográfico de la República de Chile sobre el lago:
Mondaca (Laguna de).-—Situada entre los Andes en la sección oriental del departamento de Lontué por los 35° 27' Lat. y 70° 50' Lon. y á unos 60 kilómetros hacia el SE. de la ciudad de Molina; su altitud es de 1,478 metros. Yace en una abra angosta, rodeada de ásperas y desnudas ramificaciones de las sierras contiguas á los montes Descabezado y Descabezado Chico. Es de una forma triangular y de un ámbito que no excede de dos kilómetros cuadrados, y el color de sus aguas verdegay, que palidece con las sombras que reflejan sobre su superficie las permanentes neblinas que se agrupan en sus contornos, dándole así un aspecto sombrío y triste. Recibe por el ángulo oriental la corriente de agua que mayor tributo le trae, y que se estima como la rama primaria del río Lontué, y por la margen del sur el riachuelo del Volcán y varios arroyos. Desagua por el ángulo noroeste por un grueso emisario, considerado también como la genuina cabeza de ese río. Vecinos al lado sur se encuentran en una depresión á 1,453 metros de altitud los Baños termales de su título, cuyas aguas se contienen especialmente embebidas en un terreno cascajoso. Para aprovecharlas se abren pozos que luego se llenan de una agua cristalina , de sabor desapacible y de temperatura que varía de 28° á 44° del centígrado. Un litro de estas aguas contiene 0,496 cloruro de sodio, 0,013 del de potasio, 0,009 del de magnesio, 0,220 sulfato de magnesia, 0,032 carbonato de id., 0,207 del de cal, 0,079 sílice, 0,023 óxido de hierro y alumina. Se recomiendan en afecciones reumáticas, cutáneas y del estomago. Estos baños comenzaron á notarse hacía los años 1835.